# Chelsea (Oklahoma)
Chelsea – miasto w Stanach Zjednoczonych, w stanie Oklahoma, w hrabstwie Rogers.